# Campionat d'Espanya de motocròs 1996
La temporada de 1996 del Campionat d'Espanya de motocròs fou la 38a edició d'aquest campionat, organitzat per la Reial Federació Motociclista Espanyola.

## Classificació final

### 125cc
| Posició | Pilot            | Motocicleta | Punts |
| ------- | ---------------- | ----------- | ----- |
| 1       | Moisés Bernárdez | Kawasaki    | ?     |
| 2       | Josep Alonso     | Kawasaki    | ?     |
| 3       | Óscar Lanza      | ?           | ?     |
| 4       | ?                | ?           | ?     |
| 5       | ?                | ?           | ?     |
| 6       | ?                | ?           | ?     |
| 7       | ?                | ?           | ?     |
| 8       | ?                | ?           | ?     |
| 9       | ?                | ?           | ?     |
| 10      | ?                | ?           | ?     |

### 250cc
| Posició | Pilot            | Motocicleta | Punts |
| ------- | ---------------- | ----------- | ----- |
| 1       | Josep del Barrio | KTM         | ?     |
| 2       | Josep Alonso     | Kawasaki    | ?     |
| 3       | Mattias Nilsson  | ?           | ?     |
| 4       | ?                | ?           | ?     |
| 5       | ?                | ?           | ?     |
| 6       | ?                | ?           | ?     |
| 7       | ?                | ?           | ?     |
| 8       | ?                | ?           | ?     |
| 9       | ?                | ?           | ?     |
| 10      | ?                | ?           | ?     |

## Categories inferiors
Font:
| Campionat           | Guanyador             | Motocicleta |
| ------------------- | --------------------- | ----------- |
| Júnior 250cc        | Joel Lozano           | Kawasaki    |
| Trofeu Júnior 125cc | Antonio Paricio       | Yamaha      |
| Cadet 80cc          | José Daniel Cecilia   | Honda       |
| Juvenil 80cc        | Joan Barreda          | Honda       |
| Trofeu Alevins 60cc | Francisco José Millán | Kawasaki    |